# Miguel Ángel Murillo
Miguel Ángel Murillo García (Cali, 19 ottobre 1993) è un calciatore colombiano, attaccante del Real Cartagena.

## Carriera

### Club
Ha giocato nella massima serie dei campionati colombiano, uruguaiano, messicano ed ecuadoriano.

## Palmarès

### Club

#### Competizioni nazionali
- Súper Liga: 1

Deportivo Cali: 2014
- Campionato colombiano: 1

Deportivo Cali: 2015-I
- Campionato uruguaiano: 1

Peñarol: 2015-2016